# 凉州会盟
凉州会盟，是指1247年，吐蕃诸部宗教领袖萨迦·班智达与蒙古帝国阔端在凉州议定，吐蕃地区纳入大蒙古国（蒙古帝国）统治的事件。
窝阔台即汗位时，将原来属西夏的部分地区赐给他的儿子阔端作封地。阔端率大军驻于河西，开始经营吐蕃。1236年，阔端奉窝阔台之命率西路军入宋朝四川。他命宗王末哥分兵由甘南进军，以按竺迩为先锋，攻破宕昌、阶州，攻文州，从古阳平道入川。按竺迩招降了吐蕃酋长勘陁孟迦等十族。阔端于是任命一些吐蕃首领为边州长官。
1240年，阔端派部将朵斡耳答答刺罕率军攻打吐蕃地区。1241年，窝阔台驾崩后，朵斡耳答撤回军队。朵斡耳答向阔端报告，吐蕃最有影响的教派是昆氏家族世袭统治的萨迦派。阔端向萨迦寺主持萨迦·班智达写信，请他前来凉州附近的阔端王府营帐。1244年，萨迦·班智达带着他的两个侄儿：九岁的八思巴和六岁的恰那多吉，前往凉州。
1247年，阔端从和林选举大汗贵由之后，回到凉州，见到了萨迦·班智达，代表吐蕃各个地方、各个教派僧俗势力和阔端达成协议，承认吐蕃归属蒙古帝国。
萨迦·班智达向藏区发出一封《致乌思藏纳里僧俗诸首领书》。他用阔端之言，强调蒙古诸王承认他是吐蕃各部之“首”，“其余未附者为足”。他传达阔端之令：原来各地俗官中在职官吏，都是任原职不变；任命萨迦的金符官和银符官担任各地的达鲁花赤。各地官吏名单、百姓人数、应该交纳的贡赋数，都要编写成清册，上报给阔端和萨迦寺。
蒙古汗国通过宗教领袖萨迦·班智达确立了对吐蕃的统治，萨迦派依靠蒙古汗国，成为吐蕃的政教领袖。各地方、各教派僧俗领主保持原有地位，向蒙古称臣纳贡。